# 朝香聖一
朝香 聖一（あさか せいいち、1942年12月24日 - 2023年1月12日）は、日本の経営者。日本精工社長、会長を務めた。

## 来歴・人物
千葉県出身。1965年に慶應義塾大学経済学部を卒業し、同年に日本精工に入社した。1994年6月に取締役に就任し、1997年6月に常務、2000年6月に専務を経て、2002年6月に社長に就任。2009年6月には会長に就任。
2018年4月に旭日重光章を受章した。
2023年1月12日、前立腺がんのために死去。80歳没。